# Mali Kavkaz
Mali Kavkaz (arm. Փոքր Կովկաս, azer. Kiçik Qafqaz Dağları, gruz. მცირე კავკასიონი, rus. Малый Кавказ) je jedan od dva planinska lanca Kavkaskih planina dužine oko 600 km.
Prostire se južno od Velikog Kavkaza i proteže se paralelno s njim na prosječnoj udaljenosti oko 100 km i ograničava armensku visoravan sa sjevera i sjeveroistoka. S Velikim Kavkazom je povezan preko planine Likhi, a odvojen Kolhidskom nizinom na zapadu i Kurskom depresijom (rijeka Kura) na istoku.
Najviši vrh je Aragac, visok 4090 metara.
U vegetacijskom pogledu dominiraju šume te visokoplaninske livade. Na sjevernoj strani su uglavnom vlažne subtropske šume koje s visinom postupno prelaze u planinske četinarske šume, dok na južnim obroncima šuma postupno prelazi u stepe armenske visoravni.